# Constantin Meunier
Constantin Meunier (Etterbeek, Bélgica, 12 de abril de 1831-Ixelles, Bélgica, 4 de abril de 1905) pintor y escultor belga.

## Biografía
Al principio pintaba escenas religiosas. Le marcó profundamente su visita con su amigo el escritor Camille Lemonnier, a Borinage, le pays noir, el "país negro", región minera en la provincia de Hainaut en Bélgica. Se hizo militante socialista del Partido Obrero Belga. En esta época, momento en que Bélgica se transformaba profundamente por la implantación de la siderurgia y por el impulso de las organizaciones sindicales, políticas y obreras, eligió ocuparse de temas laborales. 

Puis le hasard me mène dans le pays noir, le pays industriel. Je suis frappé par cette beauté tragique et farouche. Je sens en moi comme une révélation d’une œuvre de vie à créer. Une immense pitié me prend.

Y luego el azar me dejó en el "país negro", el país industrial. Me conmocionó esa belleza trágica y salvaje. Sentí en mí como una revelación de que una obra de vida se tenía que hacer. Una inmensa piedad me sobrecogió.

Se convirtió en el maestro de un nuevo tipo de arte realista social que llenaba un vacío dentro de la representación de la realidad; para ello situó al obrero en el corazón del impulso económico industrial. Se hizo el intérprete de todo ello a través de una pintura oscura y dramática, y después, a partir de 1885, con sus bronces de características angulosas.
En una carta de Vincent van Gogh a su hermano Theo, escrita en 1889 en Saint-Rémy de-Provence, lo elogia en estos términos: 

Querido Theo: En todas sus obras, Meunier es de lejos superior a mí. En Bruselas, vi sus pinturas en una exposición. De hecho, es el único artista belga que me ha emocionado de verdad. Pintó a los metalúrgicos de Borinage y sus acompañantes en los caminos, en la mina o en las fábricas. Sus obras se distinguen claramente tanto por el color como por el tratamiento. Ha pintado todas esas cosas que siempre he soñador realizar.

Durante los últimos años de su vida, realizó las esculturas del Monument au Travail. Proyecto que se concluyó tras su muerte. 
Se pueden ver sus obras en el Museo Constantin Meunier (Bruselas) construido dentro del taller del artista y en ciertos bronces de Bélgica y el extranjero.

## Galería de imágenes

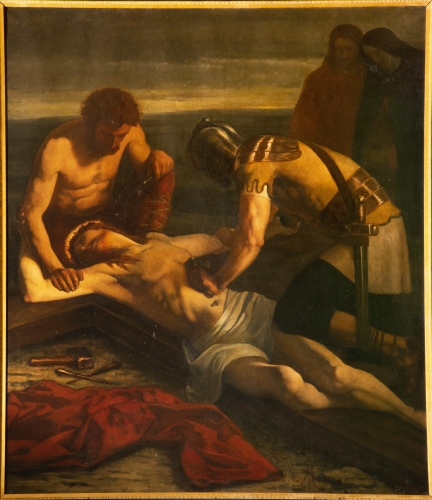
Crucifixión (ca. 1865)
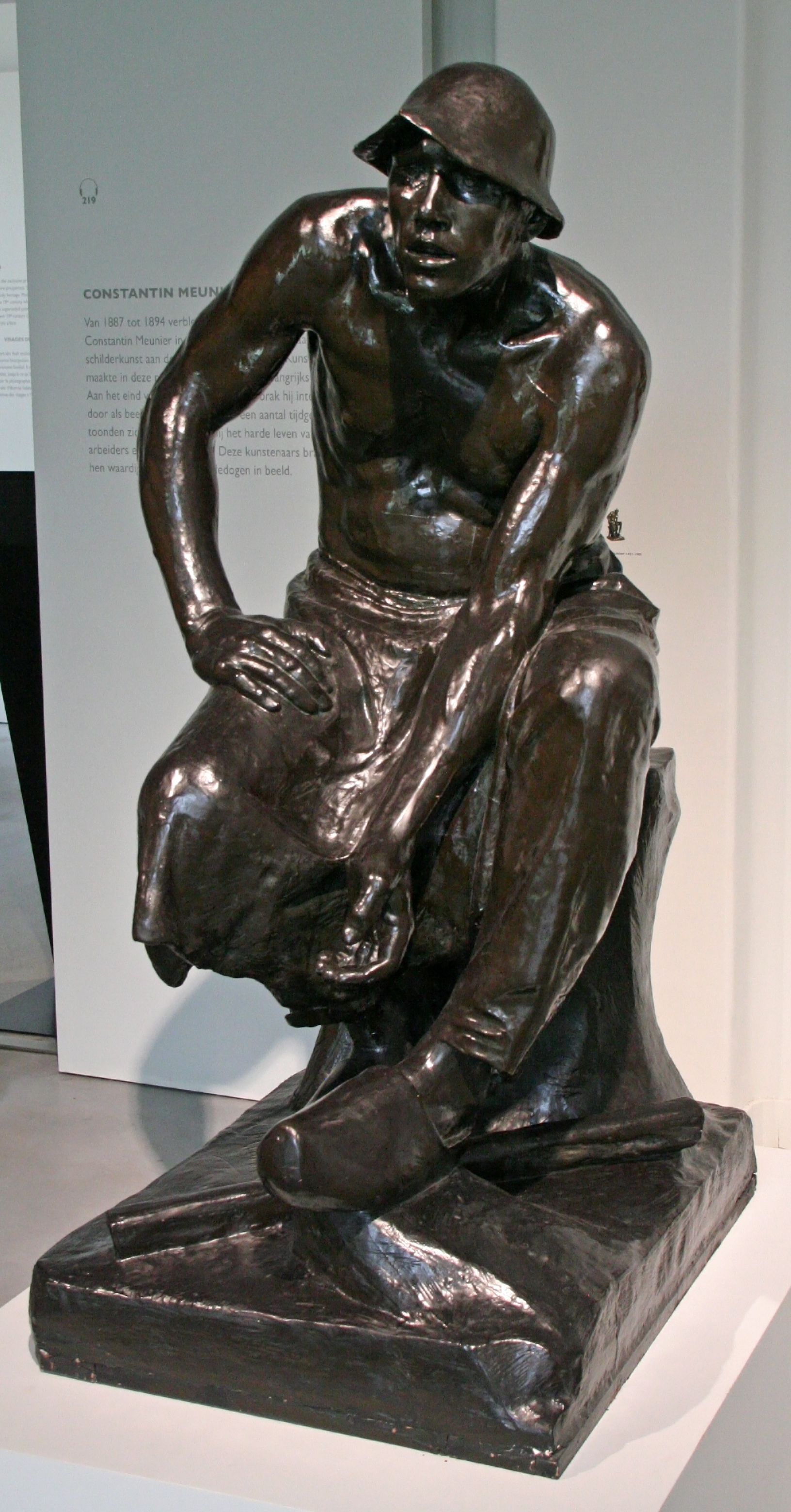
De puddeler (1886)
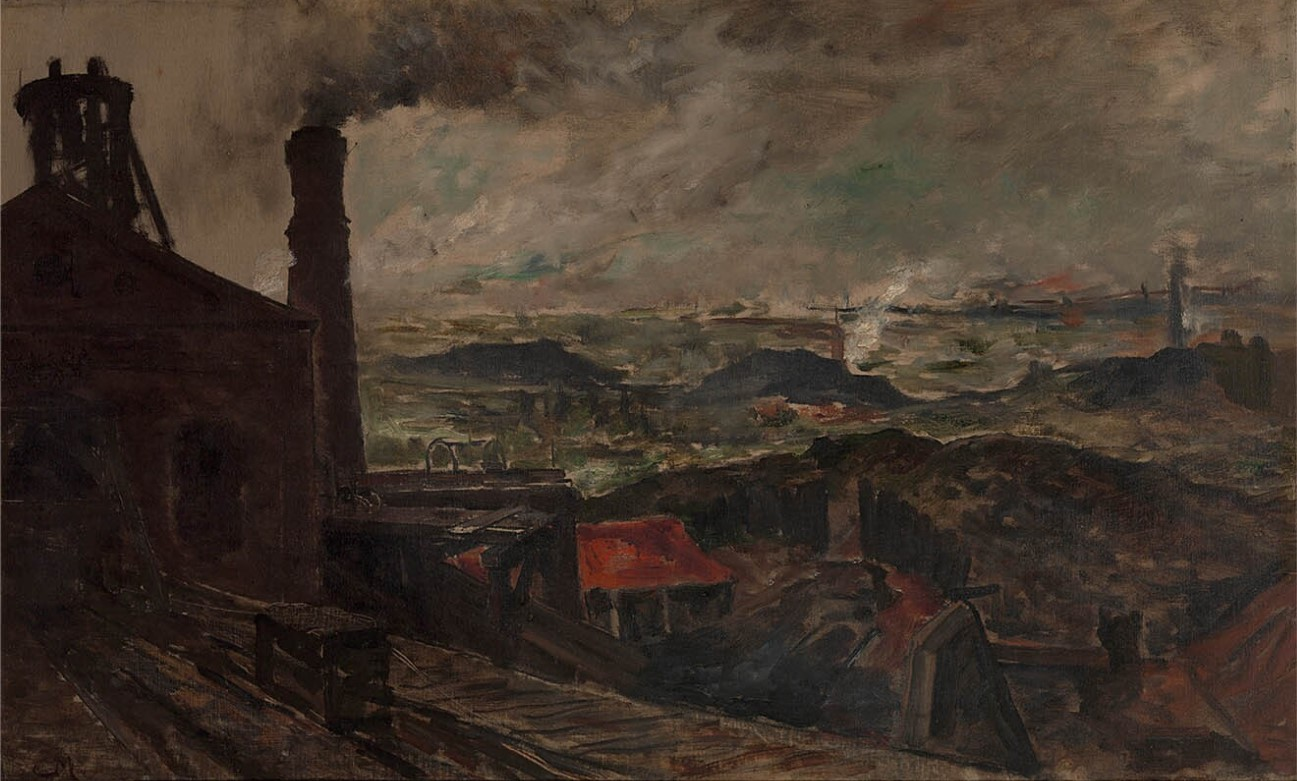
Mining region (ca. 1890)
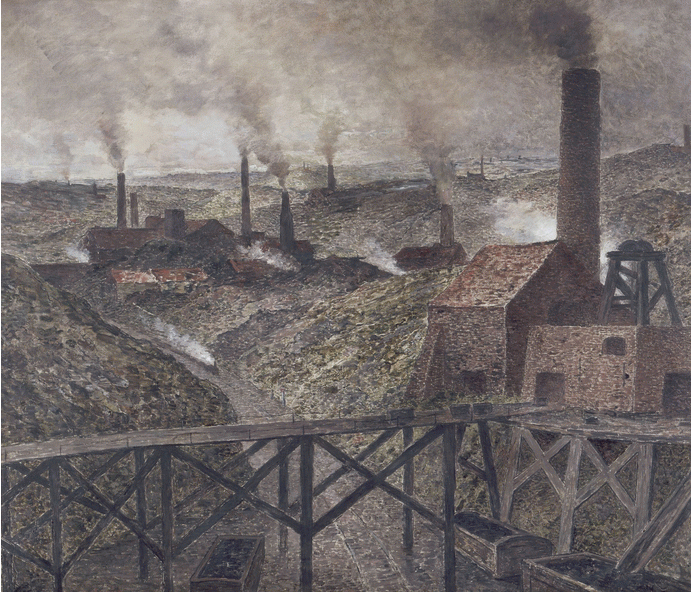
El "país negro" (ca. 1893)
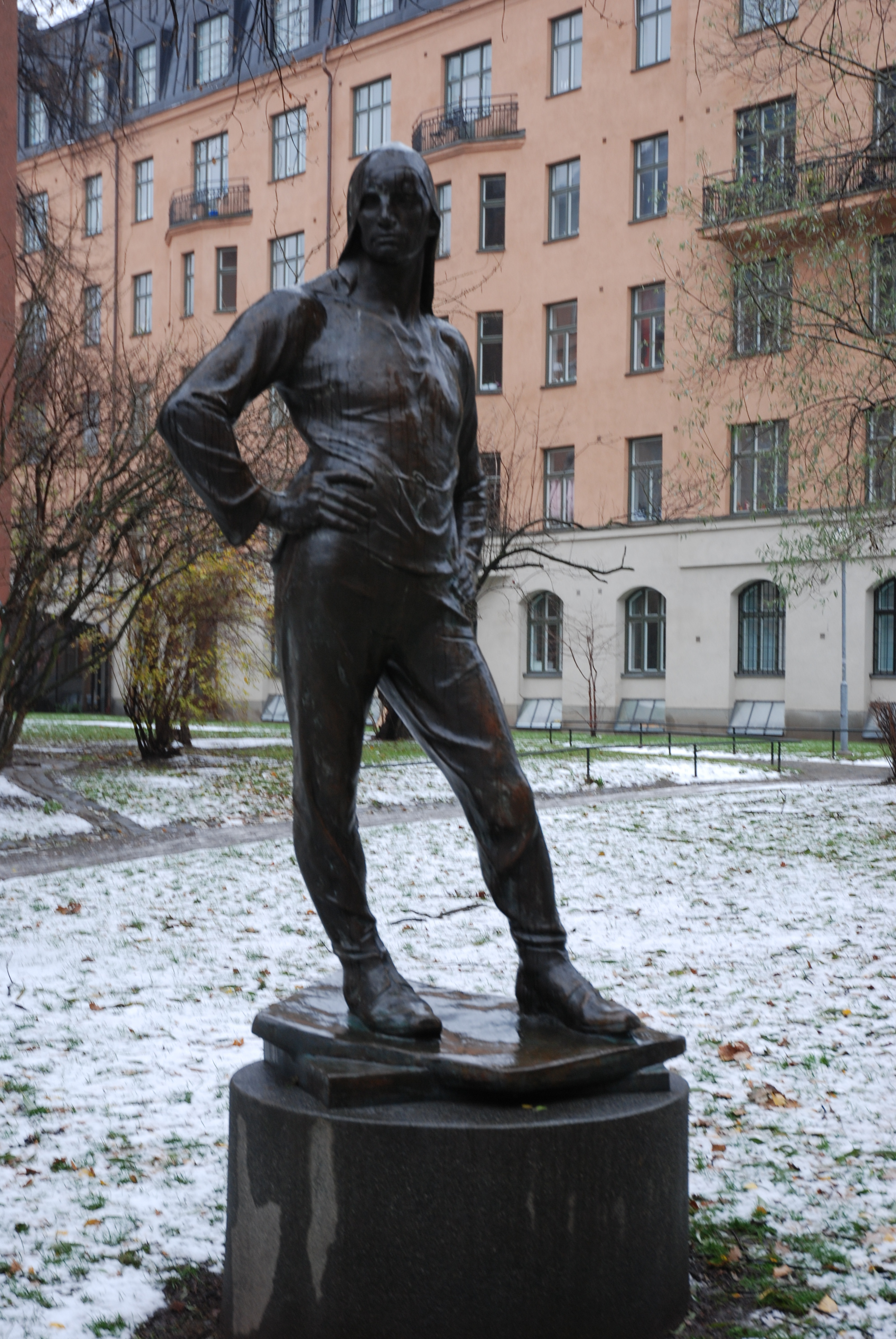
El estibador (1893, Estocolmo)
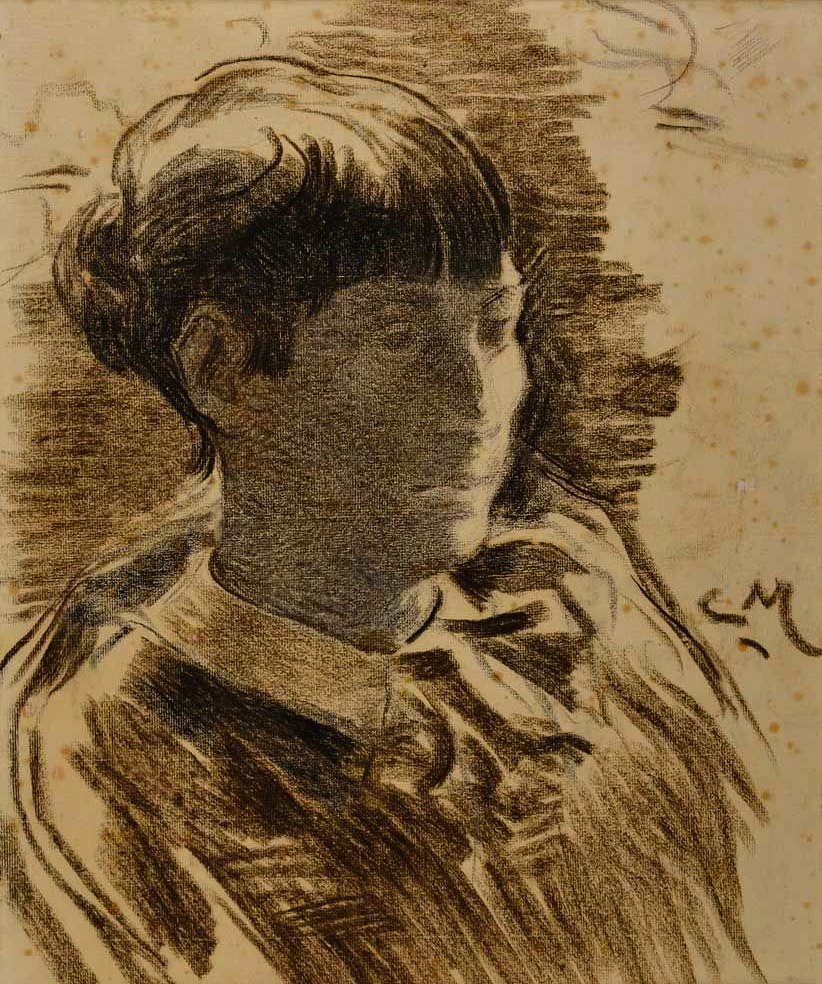
Marie Duhem (ca. 1900)
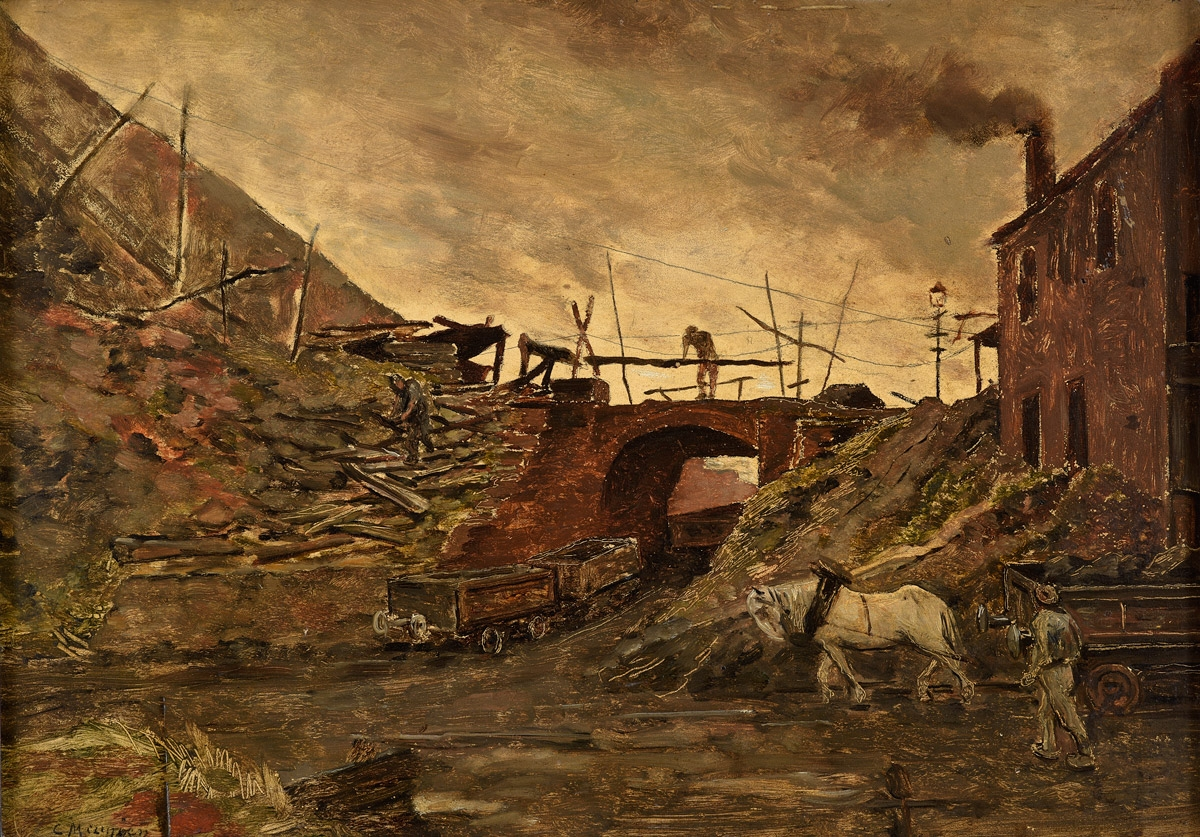
Las vagonetas (ca. 1905)